# Église Notre-Dame-de-l'Assomption de Livré-la-Touche
Pour les articles homonymes, voir Église Notre-Dame-de-l'Assomption.
L'église Notre-Dame-de-l'Assomption est une église catholique située à Livré-la-Touche, dans le département français de la Mayenne. Elle fait l'objet d'une inscription au titre des Monuments historiques depuis le 1er août 1974.

## Localisation
L'église est située dans le bourg de Livré-la-Touche, au croisement des routes départementales 142, 228 et 286.

## Histoire
Selon certaines sources, elle aurait été fondée par Robert d'Arbrissel.
L'inventaire se déroule le 5 mars 1906, après une résistance de trois heures et malgré la présence des gendarmes.

## Architecture et extérieurs

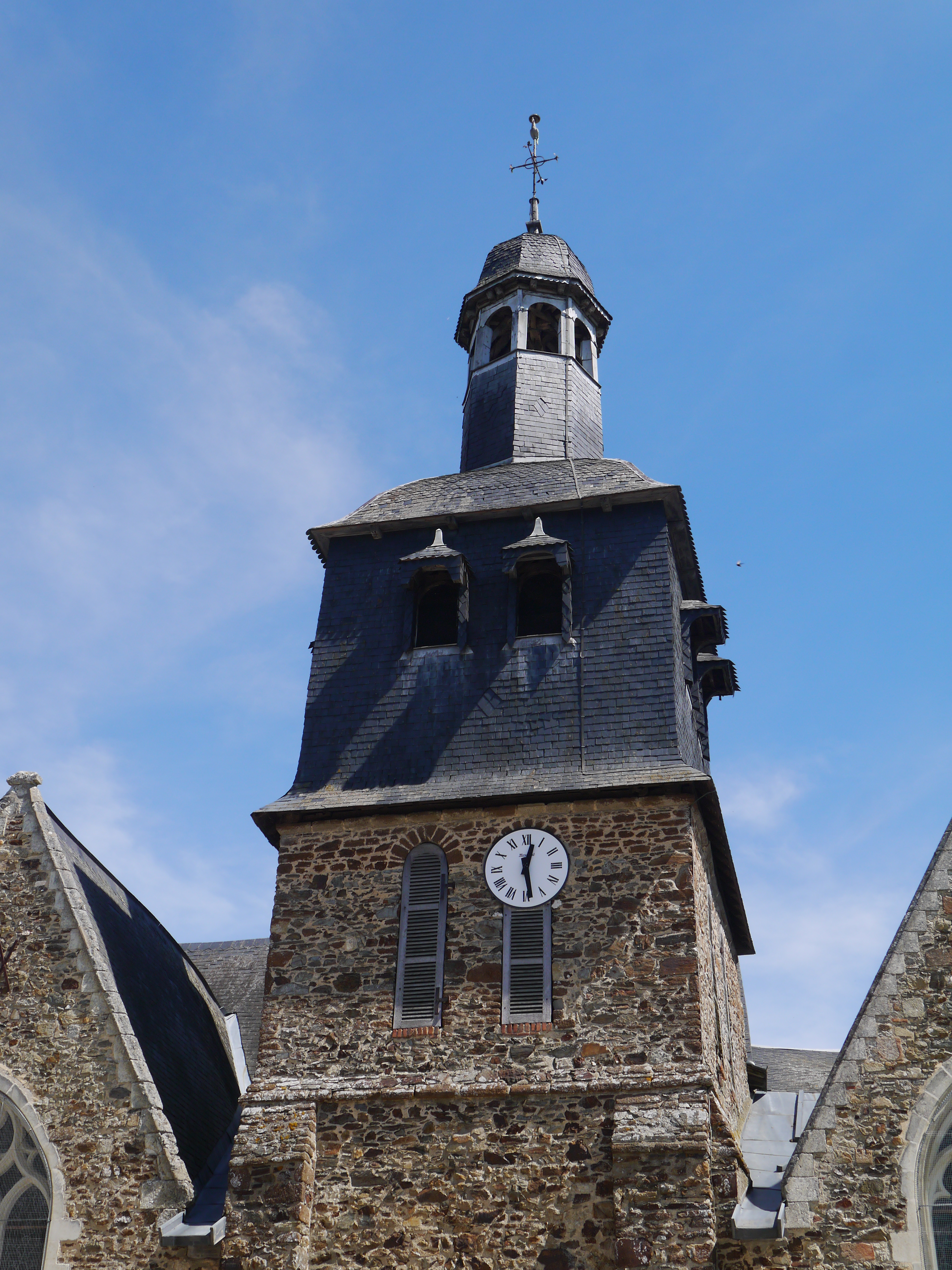
Le clocher.

L'église possède une architecture romane en grès roussard. La tour clocher latérale est coiffée d'un beffroi en ardoises, d'un dôme et d'une lanterne. Les bas-côtés sont percés de fenêtres flamboyantes. Le bas-côté nord date de 1816.
Avec l'église Saint-Pierre de Mée, c'est l'une des rares églises romanes subsistant dans le canton. Le portail en plein cintre a été renforcé de deux contreforts après la guerre de Cent Ans.
Le clocher est renversé par une tempête en 1711 et reconstruit par un charpentier du village.
L'église est encore entourée de son cimetière.

## Intérieur

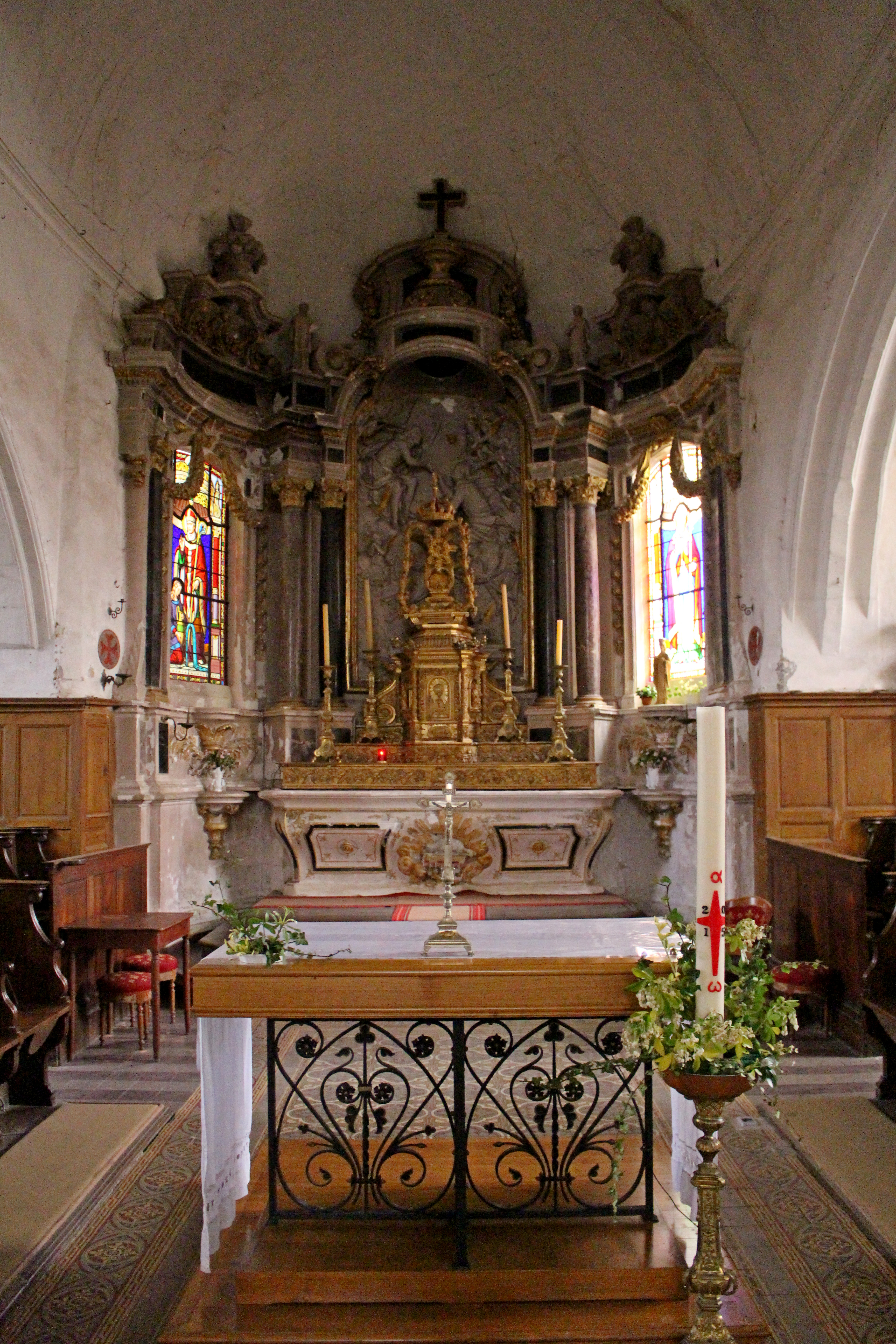
Le maître-autel.

Les arcades à chapiteau sculptés sont du XVe siècle tandis que le deuxième bas-côté fut élevé en 1861.
Le maître-autel possède un retable monumental en tuffeau et en marbre exécuté par Jean-Baptiste Simon et commandé par Jacques Bernin, inhumé dans l'église en 1689. Il est surmonté d'un haut-relief représentant l'Assomption de Marie. L'autel est daté de 1861 et comprend un tabernacle en bois doré. Ce dernier est l'œuvre d'Antoine Dymkovski, prince polonais réfugié à Craon au XIXe siècle pour échapper à l'invasion russe. Enfin, les retables latéraux en bois sont du XVIIIe siècle et ont gardé leur statuaire d'origine. Les vitraux du retable sont l'œuvre des ateliers du Carmel du Mans et sont signés Rathouis. Le dais ovale est le même que celui du retable du Coudray-Macouard.
L'église renferme également un tableau du XVIIe siècle représentant le Rosaire.